# Mystary EP
Mystary EP je EP rock grupe Evanescence izašao kao promotivni materijal za njhov debutni album Fallen. Imaginary i My Immortal su jedine pjesme s EP-a koje nisu u istoj takvoj verziji na Fallenu.

## Popis skladbi
1. "My Last Breath" - 4:14
2. "My Immortal" (Mystary verzija) - 4:42
3. "Farther Away" - 4:00
4. "Everybody's Fool" - 3:15
5. "Imaginary" (Mystary verzija) - 4:17